# Georges Elloy
Georges Louis Albert Elloy (* 13. Mai 1930 in Paris; † 5. Juni 2020 in Avranches) war ein französischer Hürdenläufer, der sich auf die 400-Meter-Distanz spezialisiert hatte. Auch seine Ehefrau Colette Elloy und seine Tochter Laurence Elloy waren als Leichtathletinnen aktiv.
1949 siegte er bei den Weltfestspielen der Jugend und Studenten mit seiner persönlichen Bestzeit von 53,0 s. Bei den Leichtathletik-Europameisterschaften 1950 in Brüssel wurde er Sechster.
1950 und 1951 wurde er Französischer Meister.